# Japonský císař
Japonský císař (japonsky 天皇, Tennó) je panovník a ceremoniální hlava japonské konstituční monarchie a zároveň hlava japonské císařské rodiny. Od května 2019 je císařem Naruhito.
Podle ústavy z roku 1947 je japonský císař „Symbol státu a jednoty lidu“. Před rokem 1947 byl oficiální název japonského státu „Velké japonské císařství“ (大日本帝國, Dai Nippon teikoku), podle nové ústavy to ale je pouze „Japonská země“ (日本国, Nipponkoku nebo Nihonkoku). Ačkoli je Japonsko obecně označováno za císařství, de iure se jedná o konstituční monarchií založenou na parlamentarismu.
V japonštině je výraz pro císařský titul Tennó (天皇) s významem nebeský kníže a Mikado (帝) (titul užívaný před rokem 1867). Současně je císař veleknězem (hlavou) šintoistického původního japonského státního náboženství. Do konce druhé světové války byli císař a jeho rodina označováni za potomky sluneční bohyně Amaterasu. Vláda prvních historicky doložených císařů však sahá až na přelom 3. a 4. století a japonská císařská dynastie tak představuje nejdéle nepřetržitě panující dynastii na světě.
S císařským úřadem jsou také tradičně spojovány tři korunovační klenoty: meč Kusanagi no curugi, zrcadlo Jata no kagami a klenot Jasakani no magatama.

## Nejstarší kroniky
Nejdůležitějším pramenem informací o vzniku císařské dynastie jsou dvě nejstarší zachované japonské kroniky: Kodžiki (古事記, Záznamy dávných událostí) z roku 712 a Nihon šoki (日本書紀, Japonská kronika) z roku 720. Kronika Kodžiki byla sepsána ve staré japonštině za vlády císaře Temmua (vládl 672–686), kronika Nihon šoki (někdy také zkráceně nazývaná Nihongi) vznikla na popud císařovny Genšó (vládla 715–724) a je psána v klasické čínštině. Obě díla začínají mýty o vzniku Japonska a pak přes legendy o vzniku japonské císařské dynastie pokračují k líčení událostí za vlády mytických císařů až do doby, kdy kroniky vznikaly. Kronika Kodžiki má spíše charakter narativního literárního díla, Nihon šoki usiluje o styl starých čínských kronik.
Kroniku Kodžiki lze rozdělit do tří hlavních částí. První část se zabývá mýty o vzniku nebes a země a o zrození a činech šintoistických božstev, mezi nimiž hraje klíčovou roli bohyně slunce Amaterasu Ómikami (天照大御神), jejíž jméno se někdy překládá jako „Vznešené zářné nebeské božstvo“. Její vnuk Ninigi („Bůh pokojných rýžových klasů) sestoupil z nebes na ostrov Kjúšú, postavil si tam velký palác a oženil se s dcerou jednoho z pozemských bohů. Jejich pravnuk Džimmu (神武) (potomek bohyně slunce v páté generaci, jehož jméno se překládá jako „Božský jinoch z Jamata“ nebo „Potomek nebeských bohů“) se pak vydal na východ dobývat další části ostrovní říše. Usídlil se na hlavním ostrově Honšú poblíž dnešní Ósaky a na lunární Nový rok 660 př. n. l. se stal prvním císařem – vládcem z nově založené dynastie. Druhá část kroniky se zabývá činy legendárních císařů od prvního Džimmua do patnáctého Ódžina, zatímco třetí část je věnována období od vlády šestnáctého císaře Nintokua až po 33. císařovnu Suiko (vládla 592–628).
Obě nejstarší kroniky sehrály mimořádnou roli zejména poté, co roku 1926 nastoupil na Chryzantémový trůn císař Hirohito. Jejich text se stal základem studia nejstarších japonských dějin na školách všech stupňů a na kultu bohyně slunce a prvního císaře Džimmua založil Hirohito svou teorií o výjimečnosti japonského národa, která byla později zneužita k podpoře válečné propagandy. V roce 1940 uspořádal císař Hirohito bombastické oslavy vstupu do 27. století po Džimmuovi. Po válečné porážce v roce 1945 kroniky zmizely ze školních osnov a dnes se na ně nahlíží především jako na významné literární památky.
Při hodnocení obou kronik spočívá hlavní problém v tom, kam položit hranici mezi mýty a popisem reálných událostí. Císařský dvůr (prezentovaný Úřadem správy císařského dvora (Imperial Household Agency, japonsky Kunaičó 宮内庁) už sice přímo neprosazuje ideu, že všichni císařové jsou přímými potomky bohyně slunce, ale nadále trvá na historické realitě všech 126 dosavadních císařů od Džimmua až po Naruhita. Na všech 125 hrobech se také konají pravidelné neveřejné šintoistické obřady. Císařský dvůr je ochoten uznat pouze to, že časové údaje uváděné v kronikách mohou být nepřesné. Podle dnešních vědců je ale faktografická hodnota obou kronik velmi nízká a teprve v závěru se popis stává „historicky věrohodnější“.

## Historie a archeologie
Vědci již vypracovali celou řadu teorií o počátcích japonského císařství. Teprve u císaře Kimmeie (vládl 539–571, 29. v pořadí podle Kodžiki) ale panuje shoda v tom, že to je jednoznačně historická osobnost, protože je potvrzeno z korejských zdrojů, že za jeho vlády dorazilo do Japonska poselstvo od krále Songa z korejského království Päkče, které Japonce seznámilo s buddhismem. Mnozí odbornici ale přiznávají historičnost již jeho otci Keitaiovi (vládl zřejmě 507–531, 26. v pořadí podle Kodžiki) a tvrdí, že právě on mohl být opravdovým zakladatelem dnešní císařské dynastie. Jednoznačná shoda mezi historiky panuje pouze v tom, že nejméně prvních devět císařů včetně Džimmua je čistě legendárních.
Své stoupence má také teorie o třech dynastiích, podle níž první dynastii založenou Sudžinem (desátý podle Kodžiki) vyvrátili patnáctý Ódžin a jeho syn, šestnáctý Nintoku. Tato druhá dynastie by končila Burecuem (25. podle Kodžiki), jehož by nahradil Keitai. Zdá se být téměř jisté, že v době mezi přibližně 3. a 6. stoletím soupeřilo na japonských ostrovech o moc několik silných rodů a ověřené informace o této době neexistují. Císař Temmu (vládl 672–686) už ale byl jednoznačným zástupcem vítězů, a jako takový pak podle mnoha vědců nechal sepsat kroniku Kodžiki s jediným cílem: oslavit svůj rod a posunout začátek jeho vlády do 7. století př. n. l.
Se spory mezi vědci a císařským dvorem o reálnou existenci prvních císařů přirozeně souvisí pořadové číslo současného císaře Naruhita v rámci celé dynastie. Bez zahrnutí prvních devíti nesporně mytických císařů by byl Naruhito na trůnu sto sedmnáctý po Ódžinovi (první, který alespoň částečně připadá v úvahu). Kdyby byl za zakladatele dynastie uznán Keitai, byl by na trůnu stý první v pořadí. Politici na celém světě (včetně ČR) se ale v tomto sporu jednoznačně přiklonili ke stanovisku japonského císařského dvora. Naruhito se označuje vždy jako 126. na trůnu po Džimmuovi a budoucí císař bude mít pořadové číslo 127.

## Hrobky starověkých císařů
Období počátků japonského císařství je doloženo jen málo. O Kodžiki se opřít nelze a údaje v čínských a korejských kronikách jsou jen velmi omezené. Informace o této době by snad šlo získat průzkumem desítek obřích kofunů (starověkých hrobek, postavených v době od počátku 3. století do konce 7. století, nad nimiž jsou navršeny zalesněné mohyly z kamení nebo hlíny). Císařský dvůr však považuje všechny velké kofuny za posvátné soukromé památky a neumožňuje jejich průzkum ani přístup veřejnosti.
Všechny kofuny mají obrovské rozměry a největší z nich, který archeologové nazývají Daisen kofun a císařský dvůr jej považuje za Mauzoleum císaře Nintokua, je vůbec největší mohylovou hrobkou na světě. Jsou to nejvýznamnější památky japonského starověku, které mimo Japonsko bývají významem srovnávány s egyptskými pyramidami. V listopadu 2010 byly zapsány na předběžný seznam (tentative list) UNESCO, v roce 2017 schválila jejich nominaci japonská vláda a do konce roku 2019 má ústředí UNESCO rozhodnout o jejich zápisu na oficiální seznam. Hlavní problém je fakt, že jsou to památky v soukromé správě a nepřístupné.

## Titul
V japonštině zní císařův titul tennó [天皇] (tedy Naruhito tennó atd.), což v překladu podle znaků znamená „nebeský vládce“ a odkazuje na původ vycházející od bohyně slunce. Do evropských jazyků se toto slovo běžně překládá jako císař, emperor, Kaiser atd., což není ve shodě s původním významem. K posunu došlo záměrně na konci 19. století, kdy Japonsko získalo podle nové ústavy Meidži z roku 1889 název „Velké japonské císařství“ (Dai Nippon teikoku 大日本帝国), čímž se chtělo postavit do jedné řady s tehdejšími významnými světovými říšemi, v jejichž čele stáli císařové: Německem, Rakouskem-Uherskem a také Čínou. Pro německého, rakouského, ale také čínského císaře se ovšem v japonštině užívalo úplně jiné označení: kótei (皇帝). Tennó – císař, jehož moc byla zaštítěna původem odvozeným od bohyně slunce, byl a je pro Japonce na světě jen jeden.

## Role císařů v japonské historii

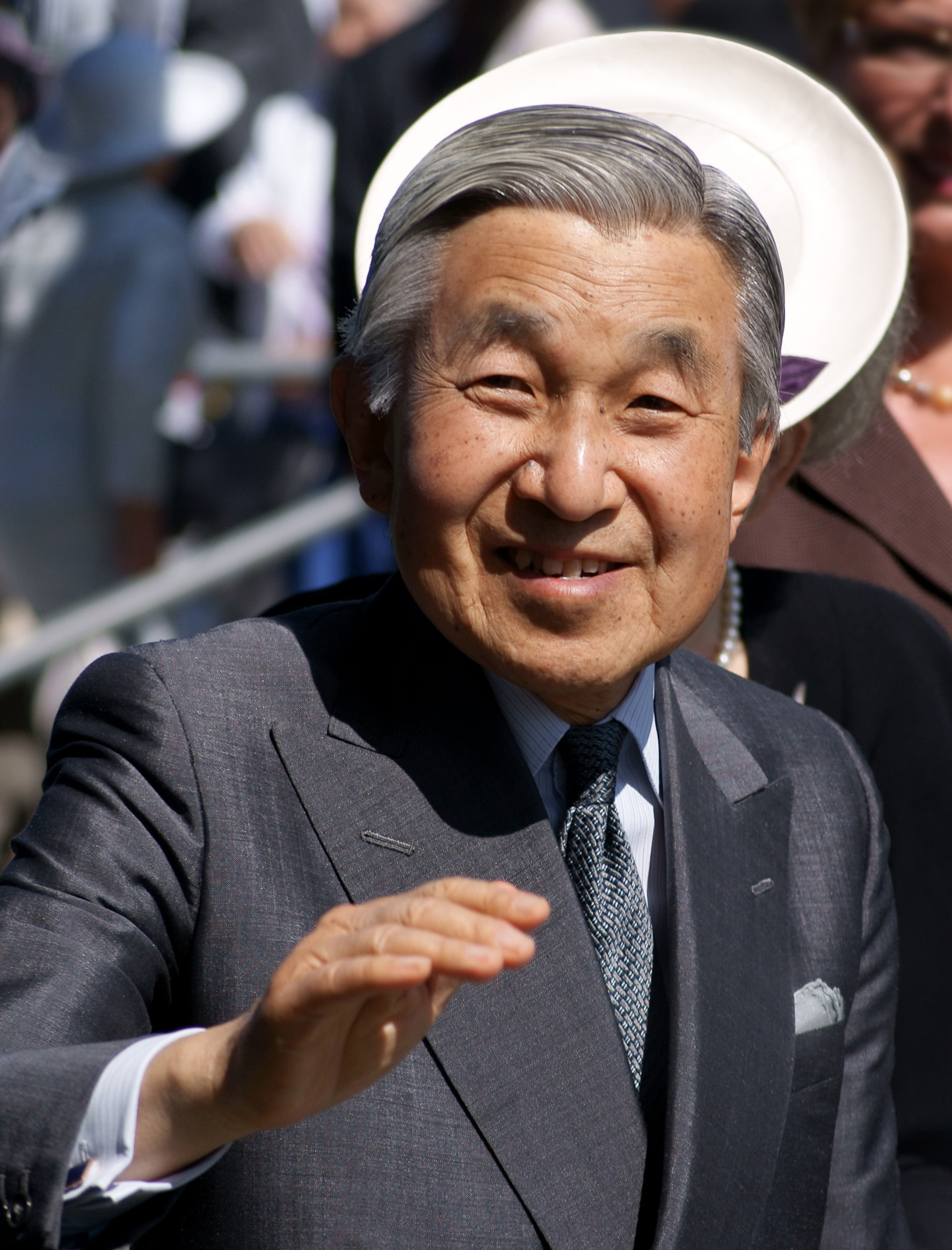
Akihito, japonský císař v letech 1989–2019

Díky původu odvozenému od bohyně slunce bylo postavení japonských císařů vždy mnohem pevnější než vládců v Evropě nebo v Číně, kteří museli o udržení své moci neustále bojovat se soupeři z jiných rodů. Nikdo ale nemohl jen tak říct, že má také božský původ, a pokusit se sesadit tennóa. To je také asi hlavní důvod, proč se mohla japonská císařská dynastie udržet u moci tak dlouho. Na druhé straně je japonskou zvláštností, že opravdovou moc drželi císaři ve svých rukou jen občas a krátkodobě. Jinak za ně téměř neustále vládli jiní lidé, kteří pocházeli z různých „pozemských“ rodů bez nebeské aureoly a o přístup k moci museli tvrdě bojovat. Faktická moc příslušníků císařské dynastie byla často po dlouhá desetiletí jen symbolická.
Tak v 8. – 12. století ovládli v podstatě celé Japonsko regenti z rodu Fudžiwarů a od roku 1192 nastala éra samurajů, kdy fakticky vládli šógunové (vojenští vládci) zejména z rodů Minamoto, Ašikaga a Tokugawa nebo také více než sto let šikkenové (regenti šógunů) z rodu Hódžó. Nejdéle se udrželi u moci šógunové z rodu Tokugawa, kteří sídlili v Edu (dnešním Tokiu) a za jejich vlády v letech 1603–1867 byli císařové v Kjótu zcela odsunuti na vedlejší kolej. Veškerou státní správu vedli samurajové jako příslušníci vojenské aristokracie, která byla podřízena výhradně šógunovi.
Zásadní obrat nastal v druhé polovině 19. století, kdy se stoupencům snah o návrat k císařské moci podařilo přimět posledního šóguna Jošinobua z rodu Tokugawa, aby předal moc do rukou 15letého císaře Mucuhita. Dne 3. ledna 1868 bylo v císařském paláci v Kjótu slavnostně přečteno Prohlášení o obnově císařské moci. Poté, co pak byly poraženy zbytky samurajských vojsk věrných vládě šógunů (tzv. válka Bošin), uskutečnila se v říjnu 1868 korunovace nového císaře Mucuhita, který si pro novou éru zvolil jméno Meidži (Osvícená vláda). Sídlo císařů přenesl po více než tisíci letech z Kjóta do Eda, které přejmenoval na Tokio (Tókjó = Východní hlavní město). Dnes je znám pod posmrtným jménem jako císař Meidži (vládl 1868–1912). Také jeho nástupce Jošihito je dnes známý pod posmrtným jménem Taišó (vládl 1912–1926). V Japonsku se od roku 1989 mluví také o Hirohitovi (vládl 1926–1989) výhradně jako o císaři Šówovi, mimo Japonsko je to ale převážně stále císař Hirohito.

## Státní šintó
Šintoismus je jediné náboženství, které vzniklo na půdě Japonska. Doslovný význam je „cesta kami“, a protože se kami obvykle překládá jako božstvo, je to „cesta božstev“. Původně těmto kami nebyla přisuzována žádná konkrétní podoba a předmětem „zbožštění“ byla příroda a vůbec celý svět včetně lidí. V současné době je po Japonsku rozeseto několik milionů šintoistických svatyní, v nichž jsou uctívány nejrůznější předměty (stromy, vodopády apod.), ale také slavní bojovníci a třeba i různé pohádkové bytosti. V těchto případech je to „lidové“ šintó. Již v nejstarších dobách si začaly všechny významné rody vybírat a uctívat svá vlastní rodová božstva, přičemž pro císařský rod se takovým rodovým kami stala bohyně slunce Amaterasu. Je pravděpodobné, že až poté, co tento rod ovládl celé Japonsko (nejspíš v 6. století), zformuloval vlastní mytologii v kronikách Kodžiki a Nihon šoki sepsaných na počátku 8. století. Opravdové „státní šintó“ jako cílený kult bohyně slunce a Japonska jako božské země ale začal budovat až císař Meidži po roce 1868, který byl ústavou z roku 1889 prohlášen za posvátného a nedotknutelného nositele veškeré státní moci. Navíc hned první článek této ústavy hovoří o principu „bansei ikkei“ (萬世一系) – nikdy nepřerušené nástupnické linii japonských císařů.
K vrcholu byl vliv státního šintó doveden za vlády Hirohita. Ten se již v roce 1921 ujal vlády jako regent za svého nemocného otce. Měl proto pět let na přípravu své korunovace, která se konala až v roce 1926, kdy jeho otec zemřel. Bombastické obřady, při nichž se stal „vtěleným božstvem“, japonskou veřejnost opravdu ohromily. Sám Hirohito byl přitom zřejmě opravdu vnitřně přesvědčen, že se stal panovníkem, který zdědil duchovní autoritu svých předků.

## Deklarace člověčenství
Velmi ohrožený byl císařský systém v Japonsku po vojenské porážce v roce 1945. Velení okupačních sil v Japonsku, a především sám generál Douglas MacArthur zpočátku váhali, jestli mají nebo nemají obžalovat císaře Hirohita jako válečného zločince, popravit jej a ukončit vládu císařské dynastie. Nechali se však přesvědčit Hirohitovým tvrzením, že byl proti válce, ale neměl sílu zvrátit rozhodnutí jiných. Nakonec jej zprostili obžaloby za podmínky, že se veřejně zřekne svého „božství“ a prohlásí, že je člověkem.
V novoročním projevu 1. ledna 1946, který vysílal japonský rozhlas, pak Hirohito opravdu přednesl svou známou „deklaraci člověčenství“ (ningen sengen人間宣言). Použil následujících slov: „Svazky mezi Námi a Naším národem stály vždy na vzájemné důvěře a úctě. Nevycházejí z pouhých legend a mýtů. Nespočívají ve fikci, že tennó je živoucí božstvo a že japonský národ převyšuje ostatní národy a je předurčen vládnout celému světu.“
Zpráva o tom, že Hirohito přestal být bohem, vzbudila velkou pozornost na celém světě. Hirohitovi byl ponechán titul tennó = nebeský vládce a nadále zůstal hlavou císařského šintoismu. Dnes proto převládá názor, že vydáním této deklarace se na vztahu japonských císařů k bohyni slunce nic nezměnilo. Potvrdil to průběh korunovačních obřadů císaře Akihita v roce 1990 i císaře Naruhita v roce 2019.[zdroj⁠?!]

## Císařská korunovace
Nástup nového panovníka na trůn je spojen s tradičními obřady. Korunovace japonského císaře ale má jen málo společného s korunovacemi evropských králů. Zatímco v jejich případě bývá hlavním symbolem moci panovnická koruna, případně žezlo a jablko, symbolem japonského císaře jsou tři předměty, které bohyně slunce Amaterasu věnovala vnukovi Ninigimu před sestupem z Vysoké nebeské pláně na zem. Kronika Kodžiki tuto scénu líčí slovy: „Nato bohyně Amaterasu udělila vznešenému bohatýru a bohu pokojných rýžových klasů (Ninigi no mikoto) osmero zahnutých skvostů (magatama), zrcadlo, jímž byla kdysi vylákána z jeskyně (jata no kagami) a meč zvaný Sekáč trávy (kusanagi)… Poté řekla: Toto zrcadlo chovejte neustále při sobě a mějte je ve stejné úctě jako chováte mne.“
Korunovační obřady mají ve formátu zavedeném poprvé při korunovaci Hirohita tři hlavní části: 1) předání posvátných darů od bohyně slunce, 2) obřad sokui 即位– slavnostní nástup na trůn a 3) soukromý a přísně utajený obřad daidžósai 大嘗祭 (doslova „obřad velkého pojezení“, překládaný někdy také „obřad sklizně nové rýže“). Mezi jednotlivými částmi bývá odstup několika měsíců. V případě Hirohita byly obřady rozloženy do let 1926–1928.
Nový císař převezme pouze dva ze tří posvátných darů, které jsou pečlivě zabalené a prohlédnout si je může pouze on sám, případně vysocí šintoističtí hodnostáři. Převezme také státní a soukromou pečeť. Nejcennější poklad – kovové zrcadlo – císař přebírá osobně ve Velké svatyni v Ise, kde je umístěno trvale nejméně od 6. století n. l. Sokui je oficiální veřejný obřad, kdy císař mimo jiné usedne na trůn a pronese projev k národu. Účastní se ho premiér a četní oficiální domácí i zahraniční hosté. Součástí je trojí provolání Banzai („Sláva“, „Ať žije 10 000 roků!“) a vypálení 21 dělových salv. Nejdůležitější je přísně soukromý závěrečný magický obřad daidžósai, který se odehrává v noci na uzavřeném pozemku, kde císař údajně sklidí novou rýži vypěstovanou při dodržení speciálních přísných rituálních podmínek. Při její konzumaci by nový císař měl údajně dosáhnout magického spojení se svými předky i se samotnou bohyní Amaterasu. Žádné bezpečně ověřené údaje ale nejsou k dispozici. Proti konání obřadu daidžósai se již při korunovaci Akihita vyskytly námitky, že tento obřad není zmíněn v ústavě z roku 1947 a že neodpovídá jejímu duchu. Státní televizní stanice NHK musila tehdy 22. listopadu 1990 vydat zprávu, že nový císař se při obřadech daidžósai „neproměnil ve vtělené božstvo“.

## Korunovační obřady v roce 2019
Přípravy korunovace císaře Naruhita probíhaly již několik let, ale klíčovým bodem začátku nové éry se stal 1. květen 2019 jako počátek 1. roku nové éry Reiwa. Rozhodnutí o názvu nové éry bylo zveřejněno 1. dubna 2019. Oficiálně ohlásil císař Akihito svou abdikaci 30. dubna, kdy také měl poslední veřejný projev. Řada menších rituálů začala probíhat od března 2019. Dne 26. března se císař Akihito s císařovnou poklonili památce císaře Džimmua, 18. dubna se poklonili bohyni slunce ve Velké svatyni v Ise a 23. dubna uctili památku císaře Šówy (= Hirohita). Dne 1. května 2019 císař Naruhito převzal posvátné dary od bohyně slunce a zároveň získal státní a soukromé pečetě. Oficiální veřejný obřad sokui, s přijetím japonských politiků a zahraničních hostů, proběhl 22. října 2019. Vrchol korunovace v neveřejném obřadu daidžósai byl stanoven na 14.–15. listopadu 2019.